# Dommartin-le-Franc
Pour les articles homonymes, voir Dommartin.
Dommartin-le-Franc est une commune française située dans le département de la Haute-Marne en région Grand Est, à 23 km au sud-est de Saint-Dizier et à 57 km de Chaumont, le chef-lieu du département. Depuis la fin du XVe siècle, la localité est connue pour son activité métallurgique. C'est aujourd'hui l'un des quatre sites de Metallurgic Park.
Ses habitants sont appelés les Dommartinois et les Dommartinoises.

## Géographie
Le village est situé dans la vallée de la Blaise, un affluent de la Marne.
Les localités les plus proches sont Ville-en-Blaisois, Courcelles-sur-Blaise et Morancourt.
Le parc naturel régional de la Forêt d'Orient se trouve à une trentaine de kilomètres.

### Communes limitrophes
| Bailly-aux-Forges       | Ville-en-Blaisois     |             |
|                         | Dommartin-le-Franc    | Morancourt  |
| Dommartin-le-Saint-Père | Courcelles-sur-Blaise | Baudrecourt |

### Hydrographie
La commune est dans la région hydrographique « la Seine de sa source au confluent de l'Oise (exclu) » au sein du bassin Seine-Normandie. Elle est drainée par la Blaise, la Voire, l'ancienne rigole d'alimentation du Réservoir Leschères, la Blaise et divers autres petits cours d'eau,.
La Blaise, d'une longueur de 86 km, prend sa source dans la commune de Gillancourt et se jette  dans la Marne à Isle-sur-Marne, après avoir traversé 34 communes. 
La Voire, d'une longueur de 56 km, prend sa source dans la commune  et se jette  dans l'Aube à Molins-sur-Aube, après avoir traversé 21 communes. 

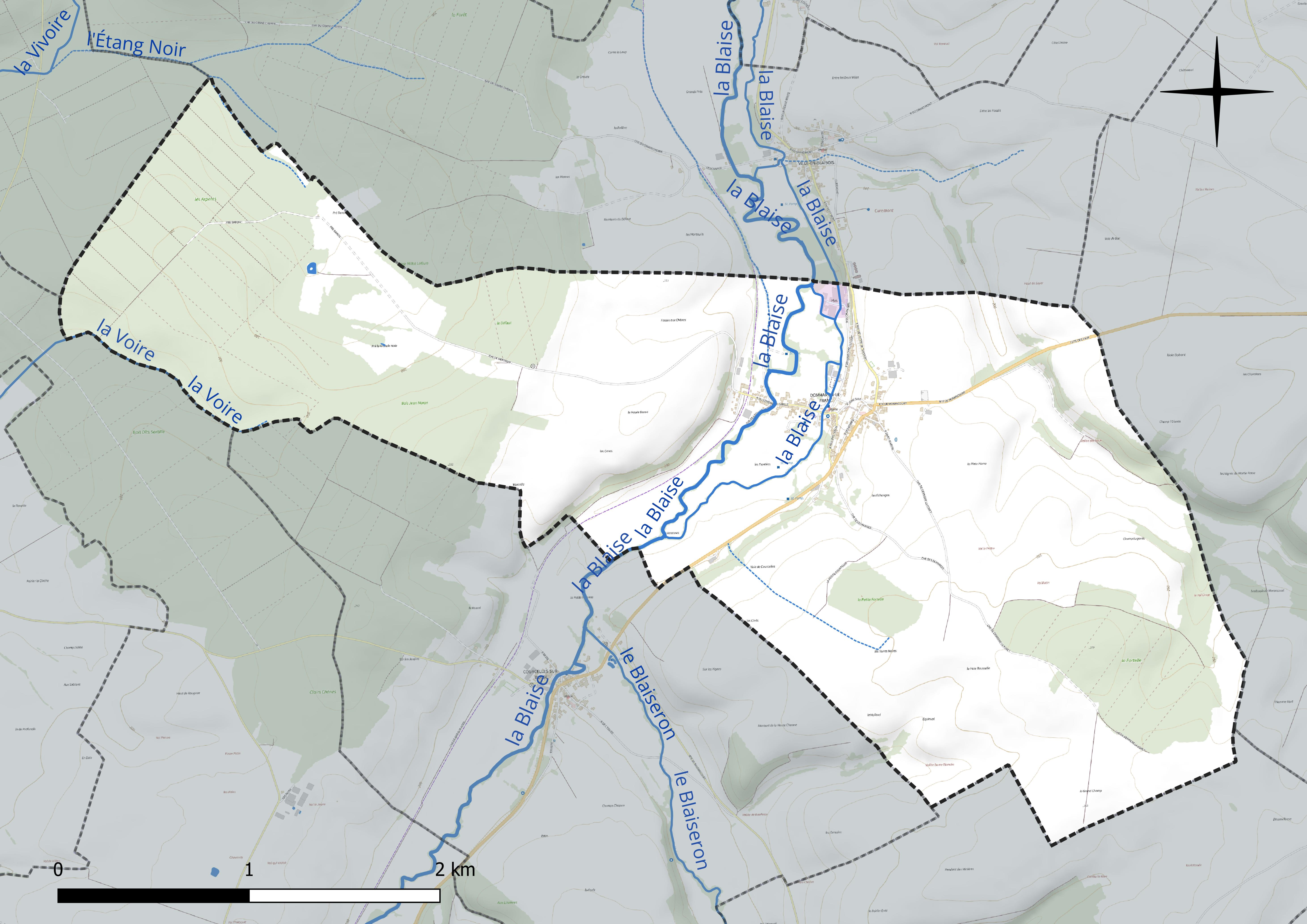
Réseau hydrographique de Dommartin-le-Franc.

### Climat
Pour des articles plus généraux, voir Climat du Grand Est et Climat de la Haute-Marne.
En 2010, le climat de la commune est de type climat des marges montargnardes, selon une étude du Centre national de la recherche scientifique s'appuyant sur une série de données couvrant la période 1971-2000. En 2020, Météo-France publie une typologie des climats de la France métropolitaine dans laquelle la commune est exposée à un climat océanique altéré et est dans la région climatique  Lorraine, plateau de Langres, Morvan, caractérisée par un hiver rude (1,5 °C), des vents modérés et des brouillards fréquents en automne et hiver. 
Pour la période 1971-2000, la température annuelle moyenne est de 10,2 °C, avec une amplitude thermique annuelle de 15,7 °C. Le cumul annuel moyen de précipitations est de 943 mm, avec 13 jours de précipitations en janvier et 9,3 jours en juillet. Pour la période 1991-2020, la température moyenne annuelle observée sur la station météorologique de Météo-France la plus proche, « Blécourt », sur la commune de Blécourt à 10 km à vol d'oiseau, est de 10,8 °C et le cumul annuel moyen de précipitations est de 879,6 mm. 
La température maximale relevée sur cette station est de 40,2 °C, atteinte le 25 juillet 2019 ; la température minimale est de −18 °C, atteinte le 20 décembre 2009,,. 
Les paramètres climatiques de la commune ont été estimés pour le milieu du siècle (2041-2070) selon différents scénarios d'émission de gaz à effet de serre à partir des nouvelles projections climatiques de référence DRIAS-2020. Ils sont consultables sur un site dédié publié par Météo-France en novembre 2022.

## Urbanisme

### Typologie
Au 1er janvier 2024, Dommartin-le-Franc est catégorisée commune rurale à habitat dispersé, selon la nouvelle grille communale de densité à sept niveaux définie par l'Insee en 2022.
Elle est située hors unité urbaine et hors attraction des villes,.

### Occupation des sols
L'occupation des sols de la commune, telle qu'elle ressort de la base de données européenne d’occupation biophysique des sols Corine Land Cover (CLC), est marquée par l'importance des territoires agricoles (66,7 % en 2018), une proportion identique à celle de 1990 (66,7 %). La répartition détaillée en 2018 est la suivante : 
terres arables (51 %), forêts (30,7 %), prairies (13,4 %), zones urbanisées (2,6 %), zones agricoles hétérogènes (2,3 %). L'évolution de l’occupation des sols de la commune et de ses infrastructures peut être observée sur les différentes représentations cartographiques du territoire : la carte de Cassini (XVIIIe siècle), la carte d'état-major (1820-1866) et les cartes ou photos aériennes de l'IGN pour la période actuelle (1950 à aujourd'hui).

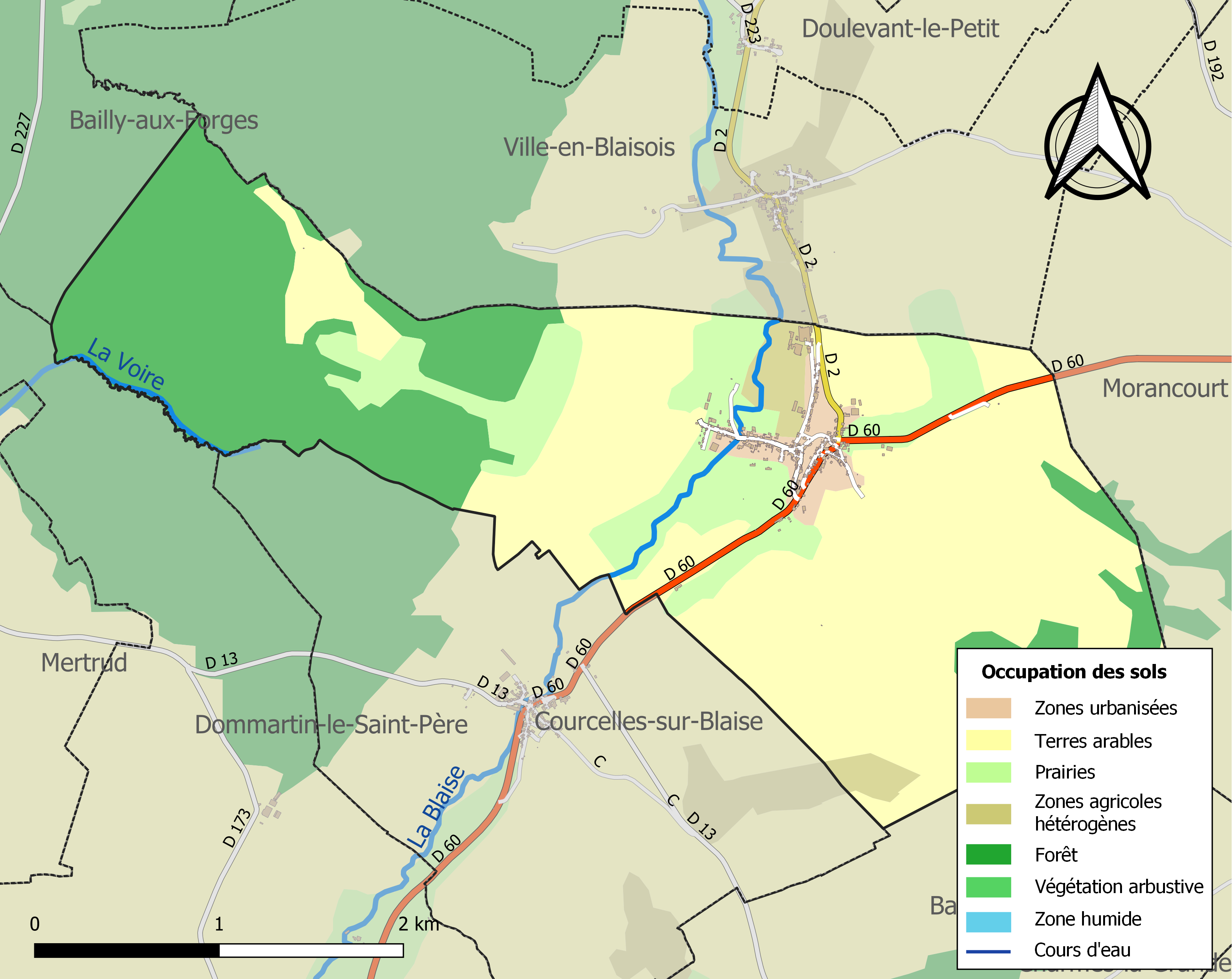
Carte des infrastructures et de l'occupation des sols de la commune en 2018 (CLC).

## Toponymie
Le nom de la localité est attesté sous les formes Donnus Martinus Francorum (1097-1125) ; Donnus Martinus Francus (1127) ; Donnus Martinus (1140) ; Dommartin-le-Fronc (1214) ; Domnus Martinus Francus (1215) ; Domartin lou Franc (1264) ; Donmartin le Franc (1274-1275) ; Donmartin (1276-78) ; Dompmartin le Franc (1401) ; Domnus Martinus Francum (1402) ; « Ecclesia de Dompno Martino Franco » (1593) ; Daumartin le Franc (1720) ; Domartin le Franc (1728) ; Dom Martin le Franc (1772).

Dommartin est un hagiotoponyme caché, issu du bas latin domnus et le nom  du saint Martinus : « saint Martin », qui était un ancien soldat romain ; devenu évêque, il a répandu le christianisme dans les zones rurales de la Gaule romaine.
Dommartin [le Franc] est formé avec le vocable de l'église.

## Politique et administration
| Période                                  | Période  | Identité  | Étiquette | Qualité |
| ---------------------------------------- | -------- | --------- | --------- | ------- |
| mars 2001                                | En cours | Guy Cadet |           |         |
| Les données manquantes sont à compléter. |          |           |           |         |

## Population et société

### Démographie

#### Évolution démographique
L'évolution du nombre d'habitants est connue à travers les recensements de la population effectués dans la commune depuis 1793. Pour les communes de moins de 10 000 habitants, une enquête de recensement portant sur toute la population est réalisée tous les cinq ans, les populations de référence des années intermédiaires étant quant à elles estimées par interpolation ou extrapolation. Pour la commune, le premier recensement exhaustif entrant dans le cadre du nouveau dispositif a été réalisé en 2005.

En 2022, la commune comptait 243 habitants, en évolution de −1,22 % par rapport à 2016 (Haute-Marne : −4,62 %, France hors Mayotte : +2,11 %).
| 1793 | 1800 | 1806 | 1821 | 1831 | 1836 | 1841 | 1846 | 1851 |
| ---- | ---- | ---- | ---- | ---- | ---- | ---- | ---- | ---- |
| 400  | 430  | 391  | 422  | 441  | 478  | 522  | 553  | 503  |

| 1856 | 1861 | 1866 | 1872 | 1876 | 1881 | 1886 | 1891 | 1896 |
| ---- | ---- | ---- | ---- | ---- | ---- | ---- | ---- | ---- |
| 543  | 564  | 580  | 574  | 574  | 585  | 575  | 468  | 479  |

| 1901 | 1906 | 1911 | 1921 | 1926 | 1931 | 1936 | 1946 | 1954 |
| ---- | ---- | ---- | ---- | ---- | ---- | ---- | ---- | ---- |
| 451  | 420  | 425  | 372  | 358  | 354  | 310  | 304  | 350  |

| 1962 | 1968 | 1975 | 1982 | 1990 | 1999 | 2005 | 2006 | 2010 |
| ---- | ---- | ---- | ---- | ---- | ---- | ---- | ---- | ---- |
| 327  | 319  | 333  | 312  | 273  | 258  | 228  | 222  | 218  |

| 2015 | 2020 | 2022 | - | - | - | - | - | - |
| ---- | ---- | ---- | - | - | - | - | - | - |
| 242  | 241  | 243  | - | - | - | - | - | - |

## Lieux et monuments

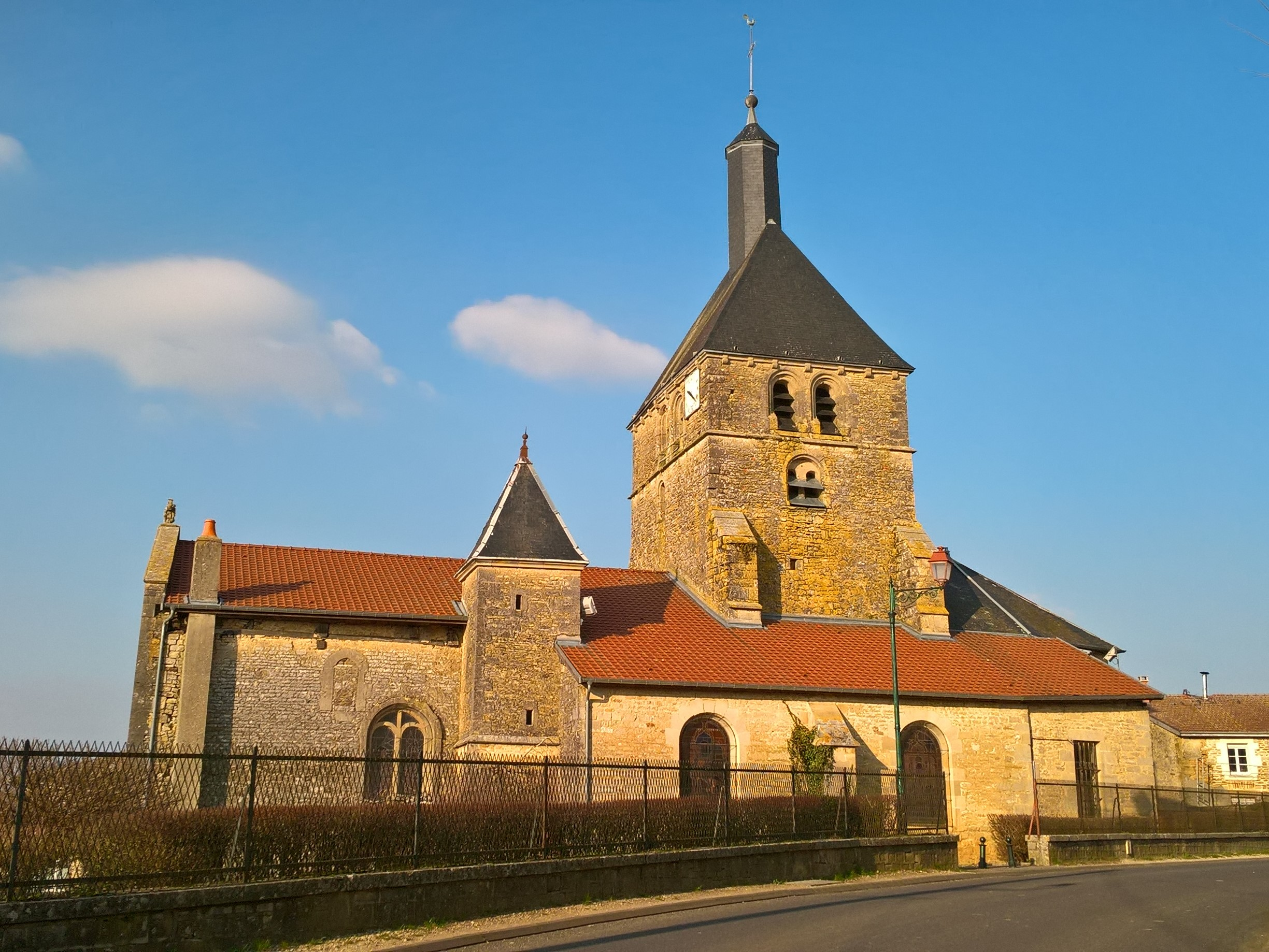
Église.

Église paroissiale Saint-MartinLa nef de l'église semble dater du XIe siècle. Deux dates gravées – 1546 sur le lavabo en niche du collatéral sud et 1559 sur la porte percée dans le flanc nord de la nef – témoignent d'ajouts au XVIe siècle. La tour du clocher pourrait avoir été rehaussée à cette occasion.
Le village possède deux fonderies anciennes
- l'usine du bas (anciennement Fonderie d'art de Dommartin-le-Franc) est devenue un lieu patrimonial en cours de rénovation par l'Association pour la sauvegarde du patrimoine métallurgique haut-marnais[23].
- le haut-fourneau (usine du haut) est devenu un centre d'interprétation de la métallurgie ancienne et contemporaine, Metallurgic Park[24] ; ouvert au public, il présente un haut-fourneau XIXe siècle et sa machinerie (roue à aubes, soufflerie, chantier de coulée, wilkinson), une histoire de la fonte d'art en Haute-Marne et la découverte de la métallurgie du département de la Haute-Marne.

## Personnalités liées à la commune
- Elzéar-Auguste Cousin de Dommartin, général de division lors de la Révolution, né le 26 mai 1768 à Dommartin-le-Franc.